# Dewey (Washington, Skagit megye)
Dewey (más néven Gibraltar) az Amerikai Egyesült Államok északnyugati részén, Washington állam Skagit megyéjében elhelyezkedő önkormányzat nélküli település.
A korábban a Deception, majd Fidalgo City neveket viselő helység névadója George Dewey, a spanyol–amerikai háború tengerésztisztje. A Dewey és Anacortes közötti vasútvonal 1891-re készült el, azonban ezt mindössze a földtámogatások miatt építették ki.

## Fordítás
- Ez a szócikk részben vagy egészben  a   Dewey, Skagit County, Washington című angol Wikipédia-szócikk ezen változatának fordításán alapul.  Az eredeti cikk szerkesztőit annak laptörténete sorolja fel. Ez a jelzés csupán a megfogalmazás eredetét és a szerzői jogokat jelzi, nem szolgál a cikkben szereplő információk forrásmegjelöléseként.